# 돌루테그라비르/라미부딘/테노포비르
돌루테그라비르/라미부딘/테노포비르(Dolutegravir/lamivudine/tenofovir)는 후천면역결핍증을 치료하기 위한 고정 용량의 항레트로바이러스 복합제제이다. 위 약물은 돌루테그라비르, 라미부딘과 테노포비르 디소프록실 성분이 조합되어 있다. 2019년 기준으로 위 의약품은 성인에 대한 1차 치료제로 세계보건기구에 명시되었으며, 테노포비르 디소프록실/라미부딘/에파비렌즈가 이에 대한 대체제이다. 경구로 복용한다.
부작용으로는 불면증, 체증 증가와 발진이 있다. 임신 중 사용 시 0.2% 정도의 태아 신경관 결손의 위험성 증가를 보일 수 있음이 확인되어 우려가 있지만 약물치료에서 완전히 배제되지는 않는다. 임신 3개월 이후 사용을 권고한다. 신장 기능에 이상이 있는 경우 권장되지 않는 치료약물이다.

세계보건기구의 필수 약물 리스트(World Health Organization's List of Essential Medicines)에 올라가있는 약물이다. 특정 나라에서는 제네릭 의약품으로 판매되고 있다. 2019년 미국의 경우, 위 약물은 부분적으로 승인이 되어있으며, 돌루테그라비르(티비케이)과 테노포비르 디소프록실(비리어드)의 특허가 만료될 때까지 최종 승인을 계류 중이다.

## 의학적 용도/사용
2019년을 기준으로 위 의약품은 후천면역결핍증을 앓고 있는 성인에 대한 1차 치료제로 세계보건기구에 명시되었으며, 테노포비르 디소프록실/라미부딘/에파비렌즈가 이에 대한 대체제이다. 이는 HIV와 결핵을 모두 가지고 있는 환자에게 사용될 수 있으나, 리팜피신을 사용 중이라면 돌루테그라비르의 용량 증가가 필요하다.

## 부작용
부작용으로는 불면증과 체증 증가가 있다. 임신 중 사용 시 0.2% 정도의 태아 신경관 결손의 위험성 증가를 보일 수 있음이 확인되어 우려가 있지만 약물치료에서 완전히 배제되지는 않는다. 수정 시점 및 초기 임신 단계(임신 3개월) 이후 사용을 권고한다. 이 약물은 도페틸라이드(dofetilide)와 병용금기이다.

## 비용
치료에 연간 대략 8만 5천원(US 75달러)이 든다. 이는 2019년 기준 테노포비르/라미부딘/에파비렌즈보다 더 비용 효율적이다.